# Huétor Vega
Huétor Vega er en by og kommune i det sydøstlige Spanien i provinsen Granada. Den har et indbyggertal på 12.294 (2024) indbyggere.